# Martin Laursen
Martin Laursen  (født 26. juli 1977) er en tidligere professionel dansk fodboldspiller.
Han indstillede sin aktive karriere den 15. maj 2009 efter adskillige problemer med sine knæ.

## Karriere

### Ungdom
Han voksede op i byen Fårvang i Østjylland, hvor han tidligt tilsluttede sig den lokale fodbold klub Horn-Fårvang Idrætsforening, men flyttede som førsteårsyngling til Silkeborg IF, hvor han startede på Fodbold College. Han fik også kontrakt i klubben og det blev desuden til kampe på ungdomslandsholdet.

### Verona
I 1998 flyttede han til klubben Hellas Verona FC i Italien.

### AC Milan
I 2001 skiftede han klub til AC Milan, hvor han var med til at vinde Champions League, European Supercup, Coppa Italia i 2003 og Scudetto i 2004.

### Aston Villa
Han havde dog svært ved at slå sig fast på AC Milan-holdet, og det endte med at han flyttede til Aston Villa i England i 2004. Han havde svært ved at tilspille sig en fast plads i klubben i det første år, da han var hårdt plaget af skader i sæsonen 2004/2005. I sæsonen 2007/2008 fik han derimod stor succes, hvor han spillede alle 38 kampe og scorede 6 mål. Han blev desuden udtaget til årets hold i Premier League af den britiske fodboldhjemmeside, skysports.com.

## Landshold
29. marts 2000 fik han debut på det danske landshold i en kamp mod Portugal.
Den 29. januar 2009 medddelte han, at han stoppede på det danske fodboldlandshold for at koncentrere sig om klubholdet. Som begrundelse gav han, at hans knæ ikke kan holde til begge dele længere. Han opnåede i alt 53 landskampe og scorede to mål.

## Trænerkarriere
Lauersen startede sin trænerkarriere op i 2. divisionsklubben Søllerød-Vedbæk i 2011, hvor han frem til sommeren 2012 var cheftræner sammen med Claus Larsen. Han stoppede i BSV, da han ville prøve sine evner som træner af på et højere niveau. og senere som  forsvars og assistenttræner i Silkeborg IF.

## Titler
AC Milan:
- UEFA Champions League i 2002-03
- European Supercup i 2003.
- Coppa Italia (Italiensk Cup) i 2003.
- Serie A (Italienske mesterskab) i 2003-04.
- Aston Villa:

Martin Laursen blev kåret som årets danske fodboldspiller i år 2008.